# 哈爾湖 (扎布汗省)
哈爾湖，意為「黑湖」，是位于蒙古国扎布汗省、杭愛山脈北麓的一个淡水湖。面積84.5平方公里。